# Giuseppe Martano
Giuseppe Martano, nacido el 10 de octubre en 1910 en Savona y fallecido el 2 de septiembre de 1994 en Turín, fue un ciclista italiano de los años 30 donde su carrera se vio interrumpida por la Segunda Guerra Mundial.

## Biografía
Giuseppe Martano se convirtió en campeón del mundo amateur en 1930 y 1932 y en campeón de Italia en ruta amateur en 1932. Debutó como profesionales en 1931.

## Palmarés
| 1930 - Campeonato Mundial en Ruta amateur 1932 - Giro del Piemonte, más 1 etapa - Campeonato Mundial en Ruta amateur 1933 - 3º del Tour de Francia 1934 - 2º del Tour de Francia, más 1 etapa | 1935 - Giro de Lazio, más 1 etapa - 2.º en el Giro de Italia 1937 - Milán-Turín - Gran Premio de Cannes - 2 etapas de la París-Niza |

## Resultados en las grandes vueltas
| Carrera         | 1930 | 1931 | 1932 | 1933 | 1934 | 1935 | 1936 | 1937 | 1938 | 1939 | 1940 |
| --------------- | ---- | ---- | ---- | ---- | ---- | ---- | ---- | ---- | ---- | ---- | ---- |
| Giro de Italia  | -    | -    | -    | Ab.  | -    | 2º   | -    | -    | 35º  | Ab.  | -    |
| Tour de Francia | -    | -    | -    | 3º   | 2º   | Ab.  | -    | 24º  | 27º  | -    | X    |
| Vuelta a España | X    | X    | X    | X    | X    | -    | -    | X    | X    | X    | X    |